# Salima Machamba
Ursule Salima Machamba, född i 1 november 1874 i Fomboni i Komorerna, död 7 augusti 1964 i Pesmes i Haute-Saône i Frankrike var sultan av Mohéli från 1888 till 1909.
Salima Machamba var dotter till sultan Djoumbé Fatima och den franske gendarmen Emile Fleuriot de Langle och släkt med drottning Ranavalona I av Madagaskar. Föräldrarna var inte gifta så hon kallades officiellt Salima Machamba bint Saidi Hamadi Makadara efter moderns make.
När Komorerna blev ett franskt protektorat blev hon vasalldrottning i Mohéli. Den 28 augusti 1901 gifte hon sig med den franske gendarmen Camille Paul i Saint-Denis på Réunion och när Frankrike annekterade Komorerna 1909 tvingades hon abdikera och deporterades med sin familj till Frankrike.

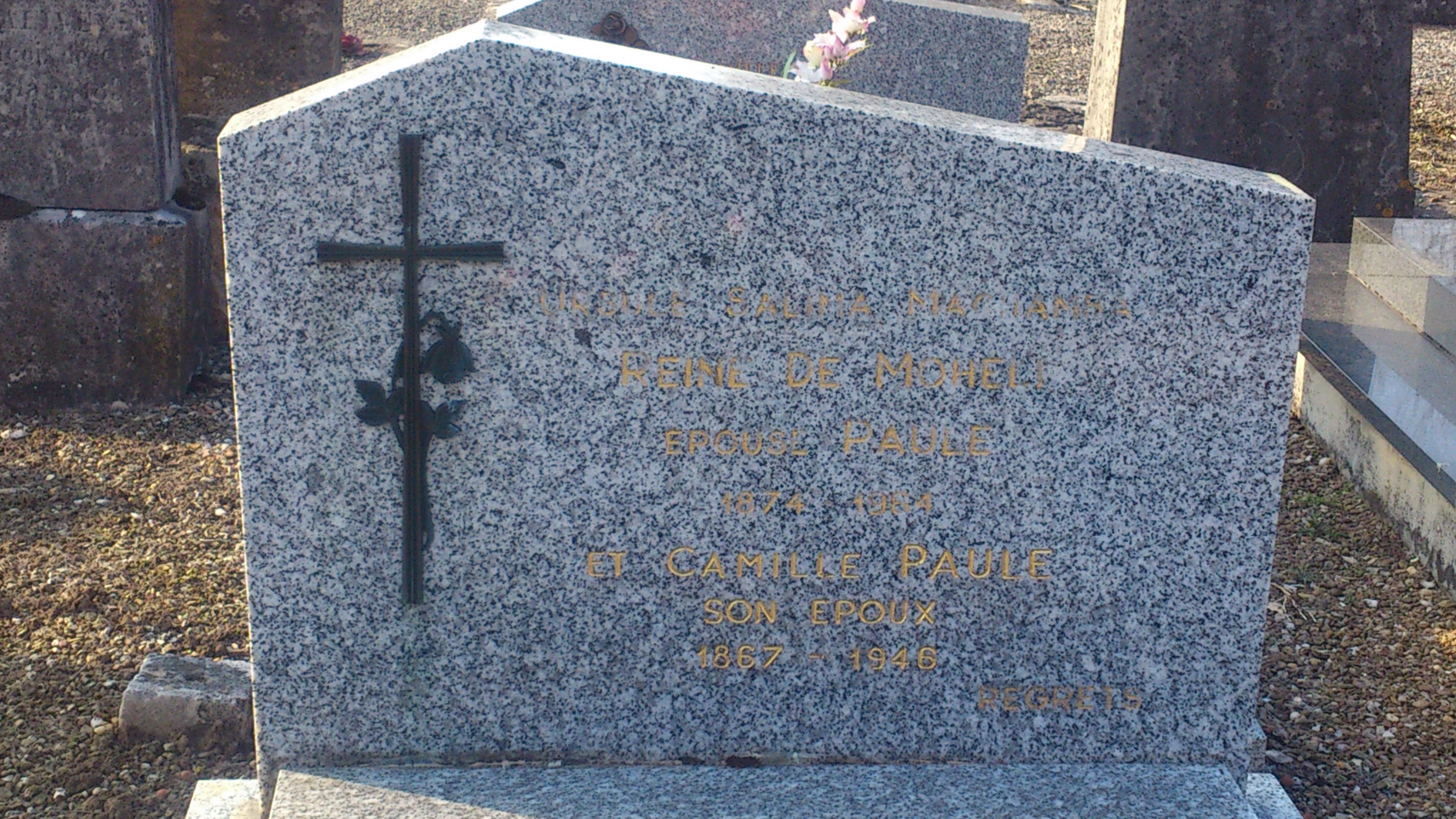
Salima Machambas grav.

Machamba beviljades ett underhåll på 3 000 guldfranc om året och bodde resten av sitt liv i Pesmes, där hon också är begravd. Hon fick tre barn och ett av hennes barnbarn, Anne Etter, representerar  den kungliga familjen och är ordförande i Association Développement des Iles Comores.